# رازدولیه (شهرستان کراسنوکامسکی، باشقیرستان)
رازدولیه (انگلیسی: Razdolye, Krasnokamsky District, Republic of Bashkortostan) یک شهرک در شهرستان کراسنوکامسکی استان باشقیرستان کشور روسیه است.